# نگاشت خطی
در ریاضیات و به‌طور خاص در جبر خطی، نگاشت خطی (به انگلیسی: linear map)  (همچنین به نام تحول خطی، تبدیل خطی (به انگلیسی: Linear Transformation)، همریختی فضای برداری (به انگلیسی: vector space homomorphism)، یا در برخی زمینه‌ها تابع خطی نیز نامیده می‌شود)، یک نگاشت {\displaystyle V\to W} بین دو فضای برداری V و W است که دو عملیات جمع برداری و ضرب نرده‌ای را باقی نگه می‌دارد. این تابع همچنین رابطهٔ مستقیمی با عبارت عملگر خطی دارد که معمولاً در نگاشت‌های خطی از یک فضای برداری استفاده می‌شوند. البته همین نام‌ها و تعاریف برای حالت کلی‌تر یعنی مدول‌ها روی یک حلقه نیز استفاده می‌شود. گاهی تعریف یک تابع خطی همزمان با یک نگاشت خطی، در هندسه تحلیلی بسیار شباهت دارد.
اگر یک نگاشت خطی دوسویه باشد، به آن یکریختی خطی می‌گویند. در حالتی که V=W، یک نگاشت خطی را خودریختی (خطی) می‌گویند. در واقع در در زبان نظریه رسته‌ها، نگاشت‌های خطی همریختی فضاهای برداری هستند؛ بنابراین هر نگاشت خطی مرکز یک فضای برداری را به مرکز یک فضای برداری دیگر نگاشت می‌کند یا به‌طور کلی‌تر، هر زیرفضا از V را به یک زیرفضا از W نگاشت می‌کنند (نه لزوماً با بعد برابر). عموماً می‌توان نگاشت‌های خطی را به صورت ماتریسی نیز نوشت.

## تعریف
ابتداً V و W را دو فضای برداری روی میدان K تعریف می‌کنیم. یک تابع {\displaystyle f:V\to W} را نگاشت خطی گوییم اگر برای هر دو بردار u و v در V و برای هر ثابت c در K شرایط زیر برقرار باشد:
- خاصیت پخشی تحت عملگر جمع
  - {\displaystyle f(u+v)=f(u)+f(v)}
- همگن بودن مرتبه اول تحت ضرب نرده‌ای
  - {\displaystyle f(cu)=cf(u)}

بنابراین، یک نگاشت خطی را حافظ عملیات می‌گوییم. به عبارت دیگر فرقی نمی‌کند که نگاشت خطی قبل یا بعد از عملیات جمع و ضرب اسکالر اعمال شود. طبق شرکت‌پذیری عملگر جمع + برای هر بردار {\displaystyle u_{1},u_{2},\cdots ,u_{n}\in V} و هر ثابت {\displaystyle c_{1},c_{2},\cdots ,c_{n}\in K} عبارت زیر برقرار است:
{\displaystyle f(c_{1}u_{1}+c_{2}u_{2}+\cdots +c_{n}u_{n})=c_{1}f(u_{1})+c_{2}f(u_{2})+\cdots +c_{n}f(u_{n})}
که می‌گوییم هر نگاشت خطی، یک ترکیب خطی از عناصر را حفظ می‌کند.

## نمونه‌هایی در فضای ۲-بعدی
دوران: چرخش ۹۰ درجه برخلاف جهت عقربه‌های ساعت:
{\displaystyle \mathbf {A} ={\begin{pmatrix}0&-1\\1&0\end{pmatrix}}}
- دوران با زاویه θ در جهت خلاف عقربه‌های ساعت:

{\displaystyle \mathbf {A} ={\begin{pmatrix}\cos(\theta )&-\sin(\theta )\\\sin(\theta )&\cos(\theta )\end{pmatrix}}}
- بازتاب نسبت به محور x:
{\displaystyle \mathbf {A} ={\begin{pmatrix}1&0\\0&-1\end{pmatrix}}}
- بازتاب نسبت به محور y:
{\displaystyle \mathbf {A} ={\begin{pmatrix}-1&0\\0&1\end{pmatrix}}}
- تجانس با نسبت ۲ در همه جهات:
{\displaystyle \mathbf {A} ={\begin{pmatrix}2&0\\0&2\end{pmatrix}}}
- نگاشت برشی افقی:
{\displaystyle \mathbf {A} ={\begin{pmatrix}1&m\\0&1\end{pmatrix}}}
- نگاشت فشاری:
{\displaystyle \mathbf {A} ={\begin{pmatrix}k&0\\0&1/k\end{pmatrix}}}
- تصویرکردن بر روی محور y:
{\displaystyle \mathbf {A} ={\begin{pmatrix}0&0\\0&1\end{pmatrix}}.}